# Anthessiidae
Anthessiidae is een familie van eenoogkreeftjes in de orde van de Cyclopoida. De wetenschappelijke naam van de familie is voor het eerst geldig gepubliceerd in 1986 door Humes.

## Geslachten
- Anthessius Della Valle, 1880
- Discanthessius Kim I.H., 2009
- Katanthessius Stock, 1960
- Neanthessius Izawa, 1976
- Panaietis Stebbing, 1900
- Rhinomolgus Sars G.O., 1918